# Diaphorus quadridentatus
Diaphorus quadridentatus är en tvåvingeart som beskrevs av Yang och Saigusa 1999. Diaphorus quadridentatus ingår i släktet Diaphorus och familjen styltflugor.
Artens utbredningsområde är Henan (Kina). Inga underarter finns listade i Catalogue of Life.